# Parascopas dubius
Parascopas dubius är en insektsart som beskrevs av Ronderos 1982. Parascopas dubius ingår i släktet Parascopas och familjen gräshoppor. Inga underarter finns listade i Catalogue of Life.